# Edward Hardwicke
Edward Hardwicke, menționat uneori Edward Hardwick, (n. 7 august 1932, Londra, Anglia, Regatul Unit – d. 16 mai 2011, Chichester, Anglia, Regatul Unit) a fost un actor englez, cunoscut pentru interpretarea rolului dr. Watson în serialul TV Aventurile lui Sherlock Holmes, realizat de  Granada Television în anii '80 ai secolului al XX-lea și în care Jeremy Brett a avut rolul principal.

## Debutul carierei
Hardwicke s-a născut la Londra (Anglia), fiind fiul actorilor Sir Cedric Hardwicke și Helena Pickard. A debutat în film la Hollywood la vârsta de 10 ani, în filmul A Guy Named Joe, regizat de Victor Fleming și avându-l pe Spencer Tracy în rolul principal. A revenit în Anglia, a studiat la Stowe School și a fectuat serviciul militar ca ofițer pilot în Royal Air Force. A urmat apoi Royal Academy of Dramatic Art (RADA) și s-a pregătit ca actor.

## Activitatea la Old Vic și la National Theatre
Hardwicke a jucat la Bristol Old Vic, The Oxford Playhouse și Nottingham Playhouse, înainte de a se alătura în 1964  trupei de la National Theatre, condus pe atunci de Laurence Olivier. El a jucat acolo timp de șapte ani. A jucat cu Olivier în piesele Othello de William Shakespeare și în Constructorul Solness de Henrik Ibsen. A apărut de asemenea în The Royal Hunt of the Sun de Peter Shaffer (cu Robert Stephens), Charley's Aunt, Rosencrantz and Guildenstern Are Dead de Tom Stoppard, The Way of the World de Congreve, Puricele în ureche de Georges Feydeau (regizat de Jacques Charon la Comédie Française), The Crucible, The Rules Of The Game de Luigi Pirandello, Idiotul de Fiodor Dostoievski și Profesiunea doamnei Warren de George Bernard Shaw. A revenit la Teatrul Național în 1977 în  piesa Doamna de la Maxim's de Feydeau.
În 1973, l-a interpretat pe dr. Astrov în Unchiul Vania de Anton Cehov la Bristol Old Vic și pe Charles Calthrop în filmul The Day of the Jackal. În 1975, a jucat în On Approval de Frederick Lonsdale la Haymarket Theatre, iar în 1976 l-a interpretat pe Sir Robert Chiltern în Soțul ideal de Oscar Wilde la Yvonne Arnaud Theatre, spectacol cu care a făcut un turneu în Canada.
În 2001, l-a interpretat pe Arthur Winslow în The Winslow Boy la Festivalul de Teatru din Chichester, rol pe care-l jucase și tatăl său în filmul din 1948.

## Roluri la televiziune
Hardwicke a devenit cunoscut publicului în serialul din anii 1970, Colditz, în care l-a interpretat pe Pat Grant, personaj inspirat din personajul real Pat Reid. El l-a interpretat apoi pe Arthur în sitcomul My Old Man. În 1978, Hardwicke a jucat rolul Bellcourt în ultimul episod din The Sweeney denumit "Hearts and Minds". David Burke l-a propus pe Hardwicke ca succesorul său în rolul dr. Watson în adaptarea TV realizată de Granada Television a povestirilor cu Sherlock Holmes în serialul Întoarcerea lui Sherlock Holmes, cu Jeremy Brett în rolul principal. Hardwicke a interpretat acest rol timp de opt ani (1986-1994), fiind un Watson foarte calm și atent și a fost asociat permanent cu acest personaj, jucând de asemenea pe scena Teatrului din West End cu Brett în The Secret of Sherlock Holmes (1989). În același an, a regizat Going On de Charles Dennis la Festivalul din Edinburgh.
Celelalte apariții la televiziune au fost numeroase și au inclus Some Mothers Do 'Ave 'Em (1973), Holocaust (1978), Oppenheimer (1980), Lovejoy (1992), The Ruth Rendell Mysteries (1997), David Copperfield (2000), Agatha Christie's Poirot (2004), Fanny Hill (2007), Holby City și Shameless (2010) ca veteran din Al doilea război mondial.

## Filme
El a jucat în mai multe filme, printre care The Day of the Jackal (1973), The Black Windmill (1974), versiunea din 1995 a piesei Richard III regizată de Richard Loncraine, The Scarlet Letter (1995), Shadowlands (1993), Elizabeth  (1998), Enigma (2001), The Gathering Storm (2002), Love Actually (2003) și Oliver Twist (2005) regizat de Roman Polanski.
De asemenea, vocea sa a fost folosită pe post de vocea naratorului în anumite filme.

## Viața personală
Hardwicke a avut două fiice, Kate and Emma, din prima sa căsătorie cu Anne Iddon (decedată în 2000), care s-a încheiat prin divorț. El a fost căsătorit apoi cu Prim Cotton din 1995 și până la moartea sa. El a avut o fiică vitregă, Claire.
Hardwicke a locuit la Chichester. La 16 mai 2011, el a murit de cancer la spitalul din localitate.